# Bougainvillemerel
De bougainvillemerel (Turdus bougainvillei) is een zangvogel uit de familie Turdidae (lijsters). Eerder werd deze vogel beschouwd als een ondersoort van de eilandmerel (T. poliocephalus).

## Verspreiding en leefgebied
Deze vogel komt voor in de bergen van het eiland Bougainville in de Noordelijke Salomonseilanden.

## Status
De bougainvillemerel komt niet als aparte soort voor op de lijst van het IUCN, maar is daar nog een ondersoort van de eilandmerel (T. poliocephalus bougainvillei).